# Coremedia
CoreMedia AG grundades 1996 och är en världsledande firma inom standardmjukvara för Digital Rights Management och Enterprise Content Management System.

## Företag
Företaget har sitt säte i Hamburg och sysselsätter ca 130 medarbetare och har även filialer i London, New York, Oslo och Singapore. Företaget grundades 1996, då med namnet Higher Order, av Sören Stamer (nu aktiebolagets verkställande direktör) Prof. Joachim W. Schmidt (nu styrelseordförande), Prof. Florian Matthes och Andreas Gawecki. Företaget är en spin off från Hamburgs universitet. Aktiebolaget är inte börsnoterat. Omsättningen låg, enligt egna uppgifter, på runt 15 miljoner euro räkenskapsåret 2004/2005. De största investerarna är Equitrust, Setubal (M. M. Warburg & CO) tbg och T-Venture.

## Produkter
CoreMedia AG:s första produkt var ett Content Management System. De senaste åren har det tillkommit produkter inom området Digital Rights Management. CoreMedia CMS är en av marknadsledarna i Europa, inom området mobila DRM är CoreMedia DRM enligt eget tycke världsledande.

### CoreMedia CMS
Produkten CoreMedia CMS är ett Enterprise Content Management System, som kommer till användning när flera Internet-presentationer skall förvaltas. Mjukvaran är programmerad i Java och är, enligt tillverkarens uppgifter, skalningsbar, godtycklig tekniskt (olika servrar) och vad innehållet beträffar (domäner med flera språk eller olika innehåll) samt lämplig för Multi-Channel-Delivery. Företaget förordar framförallt mjukvarans användbarhet och lönsamhet. CoreMedia CMS valdes som standard-CMS för tyska ämbetsverk av regeringen, och är även en grundkomponent i Government Site Builders för förbundsstatsinstitutioner.

### CoreMedia DRM
Produkten CoreMedia DRM omfattar en serie komponenter, som är nödvändiga för en komplett avveckling för försäljning av skyddat digitalt innehåll. CoreMedia DRM baseras på industristandarderna OMA DRM 1.0, 2.0 och Windows DRM. Vid sidan om den kompletta DRM-plattformen finns också enskilda komponenter, som till exempel CoreMedia DRM Packaging Server (för generering av lagligt oberoende filer och deras kodning), CoreMedia DRM ROAP Server (för skapande av rättigheter, inklusive funktioner som till exempel superdistribution) och CoreMedia DRM Client (för terminal-övergripande fördelning av filer på mobiltelefoner och PC:s). De största kunderna inom området DRM är enligt tillverkaren: Musicload, Nokia, Turkcell, VIVO och Vodafone.